# Retshistorie
Retshistorie er betegnelsen for den juridiske disciplin, der beskæftiger sig med rettens historiske fundament og udvikling fra antikken; primært romerretten, over naturret og kanonisk ret, til i dag. Fokus er selvfølgelig på ret, der ikke længere er gældende. Dog er overgangen mellem retshistoriske forløb og tendenser og til gældende ret flydende.
Fra lovhistorie til retshistorie
I Danmark har disciplinen sit første egentlige hovedværk i Peder Kofod Anchers En Dansk Lov-Historie fra 1769 - 1776. Dermed kan man sige, at retshistorien i Danmark er grundlagt i den tidlige fase af dansk historievidenskab.
Faget retshistorie er i dag en obligatorisk del af jurastudiet; siden 1821 er jurastuderende blevet eksamineret i retshistorie.

## Historiske retskilder
Moderne retshistorie beskæftiger sig med alle typer retskilder:

### Love
Love kunne tidligere have en anden betegnelse, bl.a.
- "Forordninger", især under enevælden,[11] fx Trolddomsforordningen (dateret d. 12. oktober 1617)[12]
- Af andre historiske betegnelser som er synonyme med ordet lov kan nævnes "reces", fx Den Store Reces (som er dateret d. 27.2.1643)[13]
- og "ordinans",[14][15][16] fx Ægteskabsordinansen (dateret d. 19. juni 1582)[17]

### Retspraksis
Retspraksis vil sige domme med præjudikatværdi, som populært kaldes præcedens), men kan være afsagt af andre instanser, end de nuværende domstole, bl.a.
- "Rettertinget" fra ca. 1000-1661[11])[18][19] I 1661 blev "Rettertinget" erstattet af Højesteret.[20]
- Ydermere fandtes "herredsting", "birketing"[21] og "byting" samt "landstinget";[22]
- foruden "rådstueret" og "underret" samt "landsoverret".[23]
- Hertil kom den katolske kirkes domstole i middelalderen.[24]
- I ægteskabsretlige sager traf "Tamperret" afgørelse i perioden 1542-1797.[25]

### Øvrige historiske retskilder
- Retsprotokol, som udgør levn fra domstol[26]
- Aftaler (aftaledokumenter og kontrakter af enhver art)
- Juridisk litteratur[27]
- Politiske dokumenter og andre dokumenterbare politiske overvejelser, der indgik som lovens forarbejder

## Danmarks tidlige retshistorie
Som i andre lande var også Danmarks oprindelige ret baseret på sædvaneret, men i middelalderen begyndte et langt historisk forløb med kodificering af det danske retsgrundlag. Dette sker først og fremmest med de såkaldte landskabslove fra 1200-tallet. De ældste af dem er Skånske Lov og Sjællandske Lov. Disse er formentlig ikke egentlige givne love, men nedskrevne retsbøger; denne opfattelse er dog draget i tvivl af den nyeste forskning. Jyske Lov fra 1241 er den første egentlige kongegivne lov, der dækker over et større juridisk område. Jyske Lov var den første i en række af rigslove, som indtil år 1660 gav en retsenhed. Reformationen betød et opgør med den katolske kirkes kanoniske ret.